# ホットウィール (テレビアニメ)
『ホットウィール』（原題: Hot Wheels）は、1969年から1971年までABCで放送されたアメリカのテレビアニメ。
マテルのミニカーシリーズ・ホットウィールを原作とする作品の1つ。レーシング・クラブのリーダー ドク・ウォーレンが、宿敵のジャック・ラビット・ホイーラーの悪だくみから世界カーレースを勝ち取るという内容になっている。
日本では、放送時期および放送局は不明だが『ホットホイール』というタイトルで放送された。

## キャラクター
日本放送時の名称は不明のため、オリジナルネームで記載する。
ドク・ウォーレン
声 - ボブ・アーボガスト
ジャネット・マーティン
声 - メリンダ・ケーシー
キップ・チョギ
声 - アルバート・ブルックス
アーデス・プラット
声 - スーザン・デイビス
デクスター・カーター
声 - ケイシー・ケイサム
マザー・オヘア
声 - ノラ・マーロウ
ジャック・ラビット・ウィーラー
声 - マイケル・ライ

## 日本語版スタッフ・キャスト
※ ホットホイール No.1 台本「勝利者は君だ！／（秘）Ｍ型ヘッド」（録音日：昭和45年2月9日）より
- 演出・脚本 - 滝沢ふじお
- 調整 - 眞瀬正雅
- 録音 - グローバル・プロダクション
- 日本語版制作 - グローバル・プロダクション(トランス・グローバル)

- マイク・ウィラー - 大宮悌二
- ジャンキ・ウィラー - 朝倉宏二
- ミッキーバウンズ - 塚田正昭
- オリーブ（女の子） - 堀絢子
- キム（黒人） - 中尾隆聖（台本では竹尾智晴）
- ウォーレン博士 - 槐柳二
- ニャネント(?) - 栗葉子
- タンク - 森功至
- デクスター - 山田康雄
- ジャン - 石井敏郎
- 警察署長 - 梓欣造
- 芸者 - 石井敏郎
- フレテス - 梓欣造
- スピーカー - 石井敏郎